# Ostrów Wielkopolski
Ostrów Wielkopolski (afgekort: Ostrów Wlkp.; Duits: Ostrowo) is een stad in de Poolse woiwodschap Groot-Polen, gelegen in de powiat Ostrowski. De oppervlakte bedraagt 42,39 km², het inwonertal 73.096 (2005).

## Geboren in Ostrów Wielkopolski
- Erna Abramowitz (1903-1944) Nederlandse zangeres
- Krzysztof Komeda (1931-1969), pianist en jazz- en filmmuziekcomponist
- Rosa Boekdrukker (1908-1982), Duits-Nederlandse verzetsstrijder
- Katarzyna Pawłowska (1989), wielrenster
- Tobiasz Pawlak (1995), wielrenner

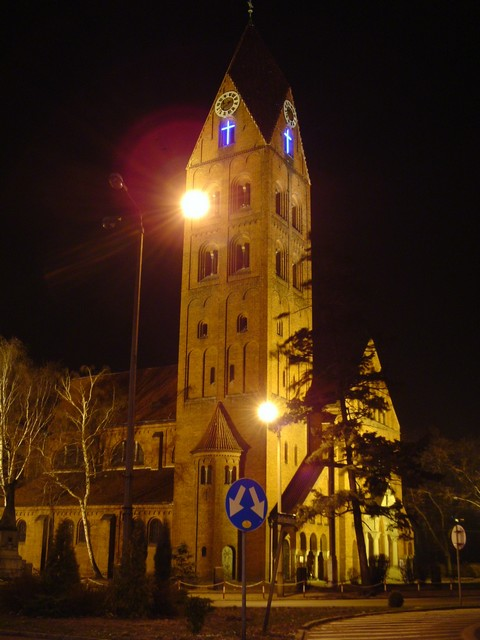
Kathedraal
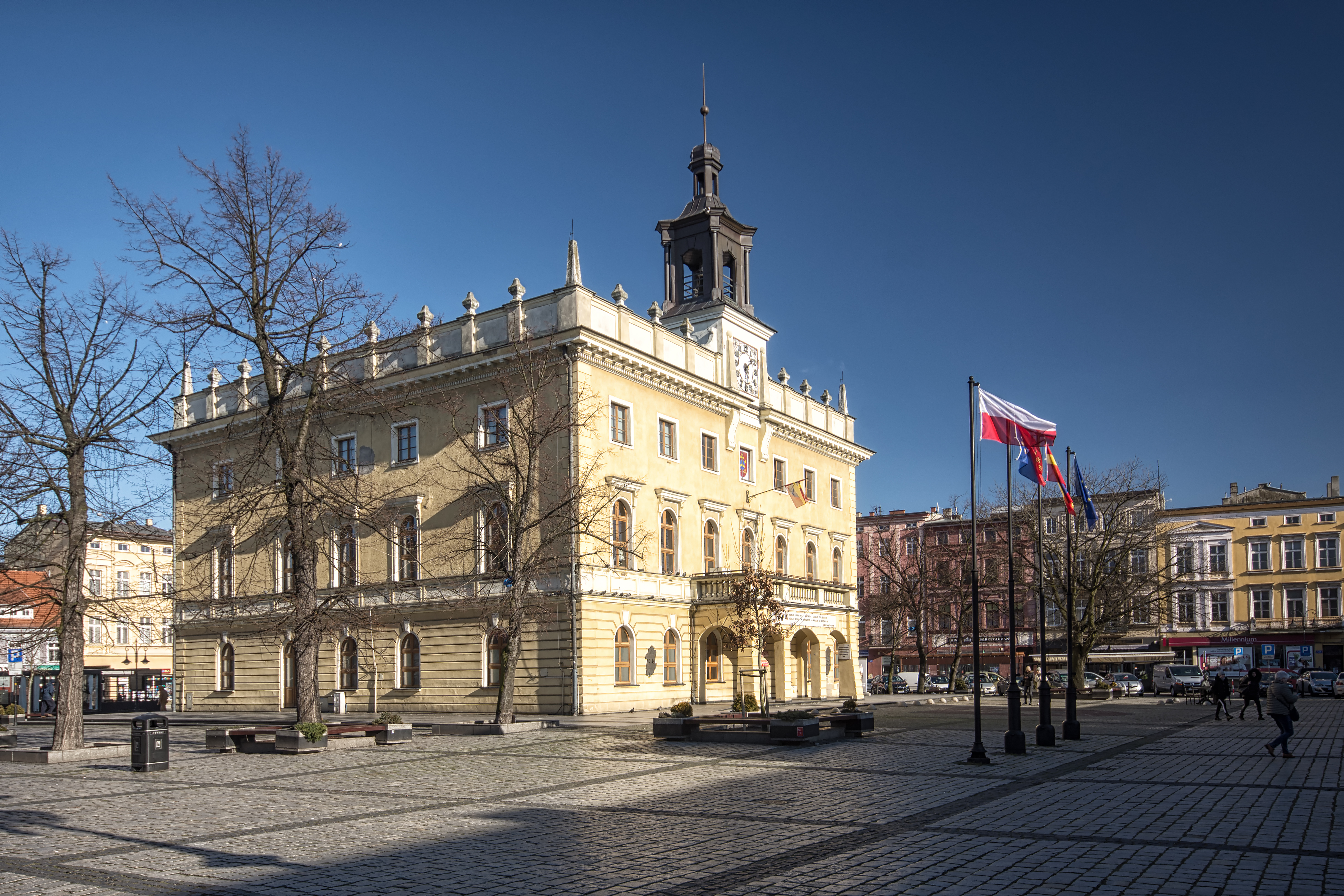
Oude stadhuis
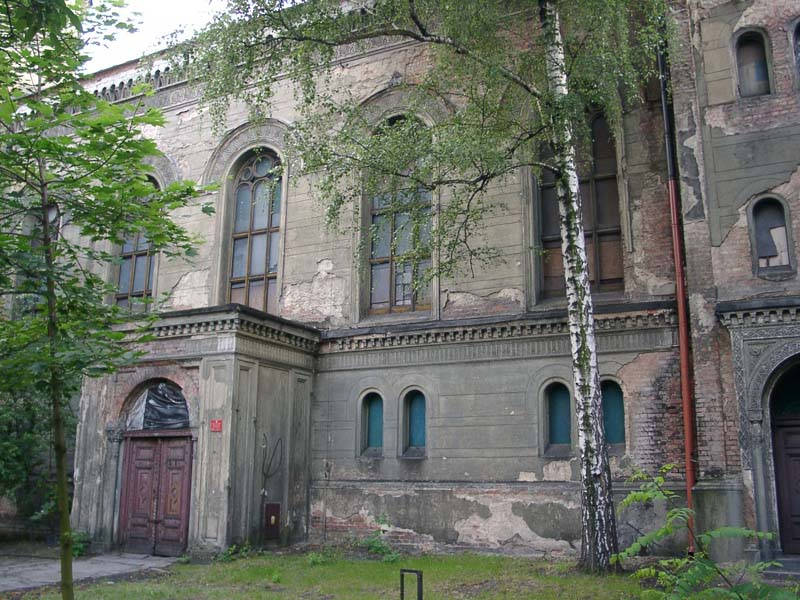
Synagoge

Stadsdistricten:
Kalisz · Konin · Leszno · Poznań

Districten:
Chodzież · Czarnków · Gniezno · Gostyń · Grodzisk Wielkopolski · Jarocin · Kalisz · Kępno · Koło · Konin · Kościan · Krotoszyn · Leszno · Międzychód · Nowy Tomyśl · Oborniki · Ostrów Wielkopolski · Ostrzeszów · Piła · Pleszew · Poznań · Rawicz · Słupca · Środa Wielkopolska · Śrem · Szamotuły · Turek · Wągrowiec · Wolsztyn · Września · Złotów

Grootste steden:
Gniezno · Jarocin · Kalisz · Koło · Konin · Kościan · Krotoszyn · Leszno · Luboń · Ostrów Wielkopolski · Piła · Poznań · Śrem · Swarzędz · Turek · Wągrowiec · Września